# جبل (شهر)
جبّل به فتح جیم و کسر باء مضمومه و لام، شهرکی است بین نعمانیه و واسط که قبلاً به صورت شهر بوده و امروز به صورت روستای بزرگی در آمده است . در گذشته شهری آباده  بعد از دیر هزقل و قبل مادرایا در مسیر کوفه و بغداد بوده است .: 315 
ابن رسته در قرن سوم گوید آشپزخانه سلطان در آنجاست. 